# Avelino Zurro
Avelino Ricardo Zurro (Pehuajó, 6 de junio de 1984) es un abogado y político argentino. Actualmente desempeña su segundo mandato como diputado por la Cuarta Sección Electoral de la provincia de Buenos Aires. Entre 2019 y 2023, encabezó la  Secretaría de Municipios de la Nación. Previamente, fue  secretario de Gobierno de la Municipalidad de Pehuajó.

## Biografía

### Comienzos
Nació en la ciudad bonaerense de Pehuajó el 6 de junio de 1984, es Abogado recibido en la Universidad de Buenos Aires. En 2019, concluyó la Tesis de la Maestría en Derecho y Economía en Políticas Públicas en la Universidad Di Tella. 
Tras desempeñarse profesionalmente en el ámbito privado de Capital Federal, con 25 años asumió como Secretario de Gobierno de la Municipalidad de Pehuajó a comienzos de mayo del 2010.
Además, desde 2009, fue apoderado del Partido Justicialista local en cada una de las elecciones que se realizaron con posterioridad.
En el año 2013 encabezó la lista de concejales del Frente para la Victoria y obtuvo un amplio triunfo sumando más de 11.600 votos y duplicando los sufragios del espacio que finalizó en el segundo lugar.

### Diputado provincial
El 4 de diciembre de 2015, tras ocupar el primer lugar de la lista de candidatos del Frente para la Victoria en la Cuarta Sección Electoral, asumió como diputado de la Provincia de Buenos Aires. 
Para las elecciones del 2019 encabezó nuevamente la lista de Diputados a nivel seccional y su cuerpo obtuvo, representando al Frente de Todos, el triunfo en las PASO desarrolladas el 11 de agosto.
En 2023, volvió a encabezar la lista de Diputados de la Cuarta Sección y obtuvo la victoria en las elecciones generales, celebradas el 22 de octubre.    Juró como diputado provincial para el Período Legislativo 151 el 6 de diciembre de 2023.

## Secretaría de Municipios
En 2019 por medio del Decreto 74/2019 del presidente de la Nación, Alberto Fernández, fue designado como Secretario de Municipios del Ministerio del Interior, a cargo de Wado de Pedro. Zurro pidió licencia como legislador provincial para incorporarse al gobierno nacional desde el 27 de diciembre de 2019 hasta el final del mandato en 2023.  